# Veilchenblau (Rose)
Die Rosensorte Veilchenblau, eine Rambler-Rose, wurde von Hermann Kiese gezüchtet und von Johann Christoph Schmidt 1909 eingeführt. Der Rosenzüchter Hermann Kiese war bis 1904 bei J.C. Schmidt in Erfurt angestellt, bevor er sich selbständig machte.

## Blüheigenschaften
Die „blaue“ Farbe im Sortennamen 'Veilchenblau' bezieht sich auf die dunkle, purpurviolette bis lavendelfarbene, leicht gefüllte, bis zu 3,5 cm große, duftende Einzelblüte, die in der Mitte ein helles Auge hat. Die Blüten erscheinen im Frühsommer – Juni bis Juli – und stehen in lockeren Büscheln zu 10 bis 30. Die Blüten sind als Knospe anfangs rötlich violett, blühen dunkelblau auf und verblassen, besonders bei Hitze, zu Lilagrau. Sie sitzen lange an der Pflanze, sodass die Farbschattierungen gleichzeitig vorkommen. Im Herbst entwickeln sich 5 bis 7 mm kleine orangefarbene Hagebutten.

## Abstammung und Wuchseigenschaften
'Veilchenblau' ist eine Kreuzung aus 'Crimson Rambler' × 'Erinnerung an Brod'. Sie ist eine robuste Rose, die gut klettert und auch im Halbschatten gedeiht. Ihre hellen, fast stachellosen Triebe tragen hellgrünes Laub und werden bis zu 5 m lang. Die Sorte lässt sich leicht aus Stecklingen vermehren und wurde auch als Unterlage bei der Veredelung verwendet. 'Veilchenblau' ist winterhart bis −29 °C (USDA-Zone 5).

## Abkömmlinge
1924 entstand aus 'Veilchenblau' ein Sämling mit stärkerer Färbung in Frankreich: die etwas stärker gefüllte Sorte 'Rose Marie Viaud'. Weitere Abkömmlinge mit violett-roter Färbung vom Anfang des 20. Jahrhunderts sind 'Violette', 'Donau' (Praskac 1913), 'Schloß Friedenstein' (Schmidt 1915) und 'Mosel' (Lambert 1920).

## Bilder

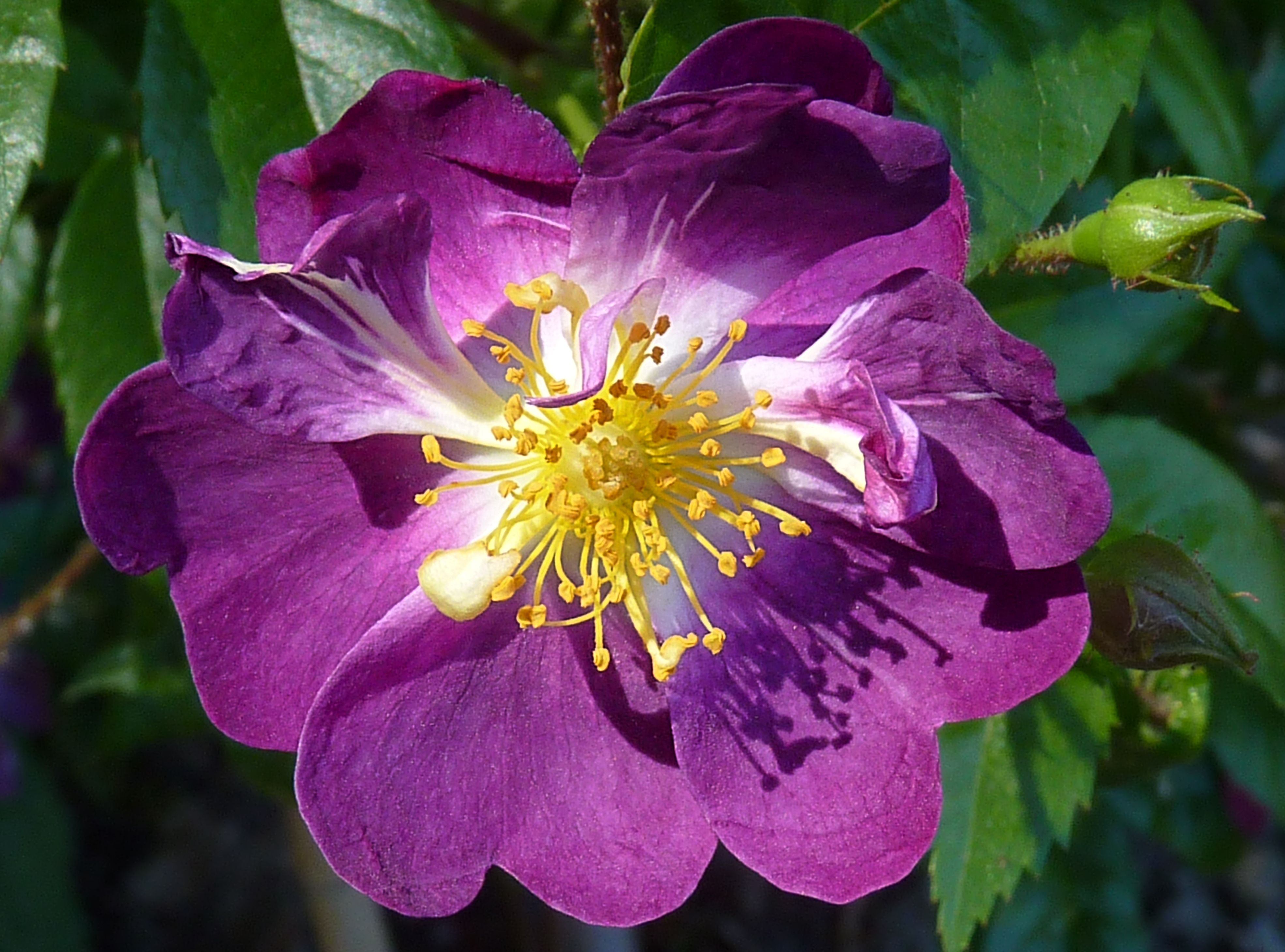
Rosa 'Veilchenblau'
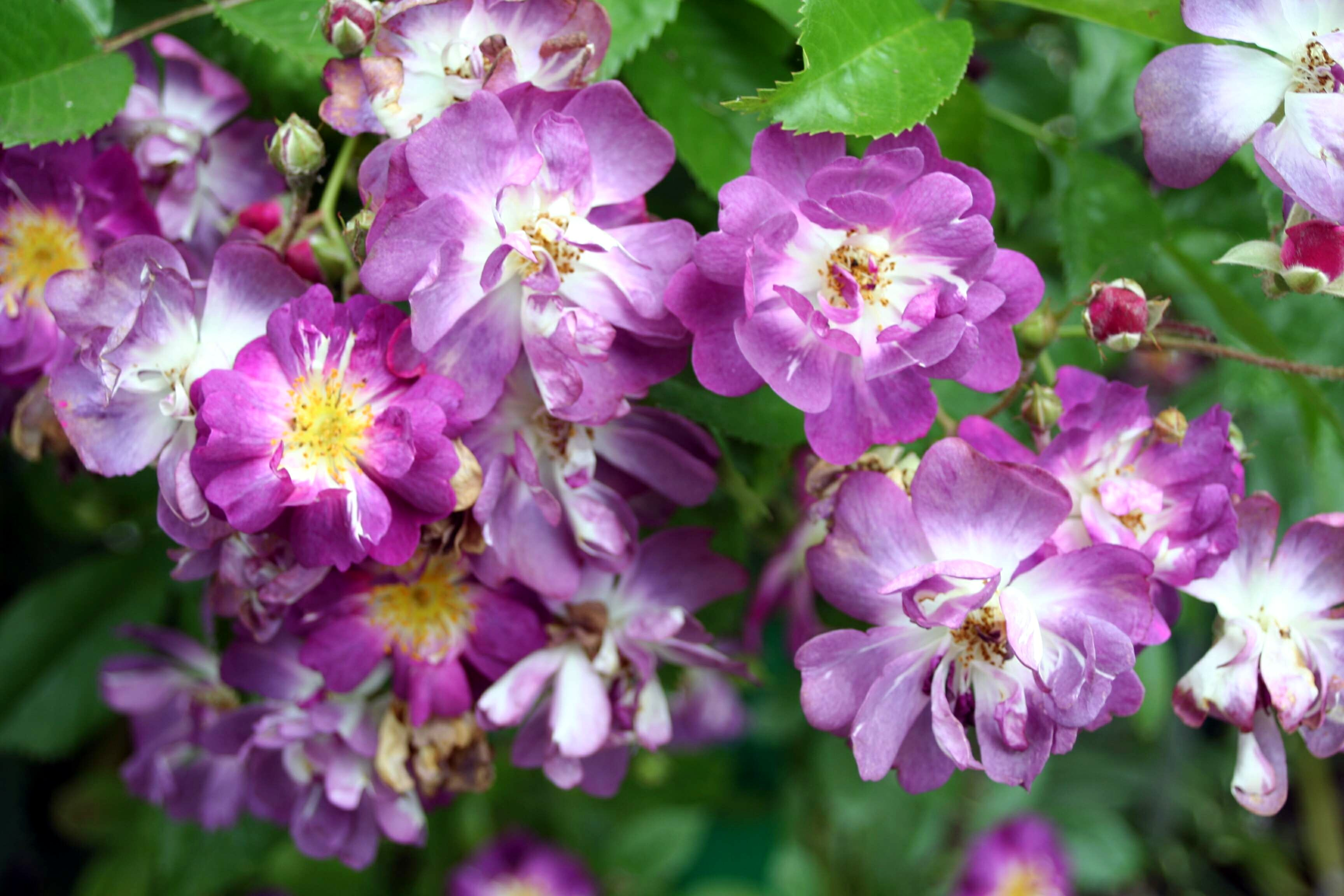
Rosa 'Veilchenblau'
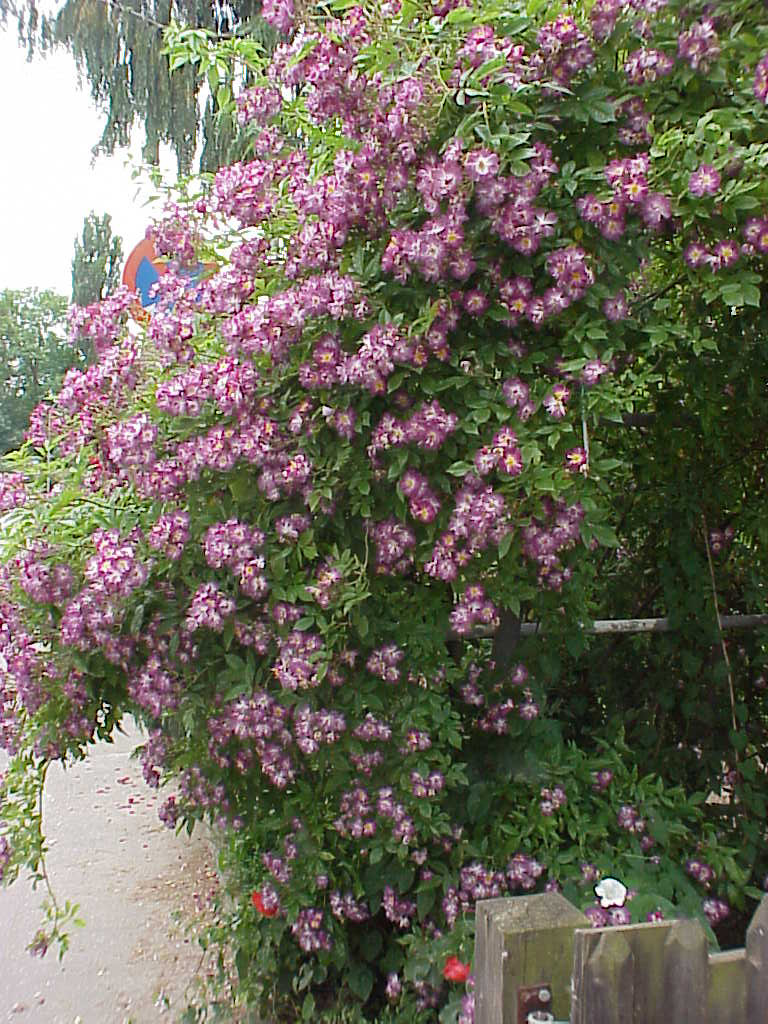
Rosa 'Veilchenblau'
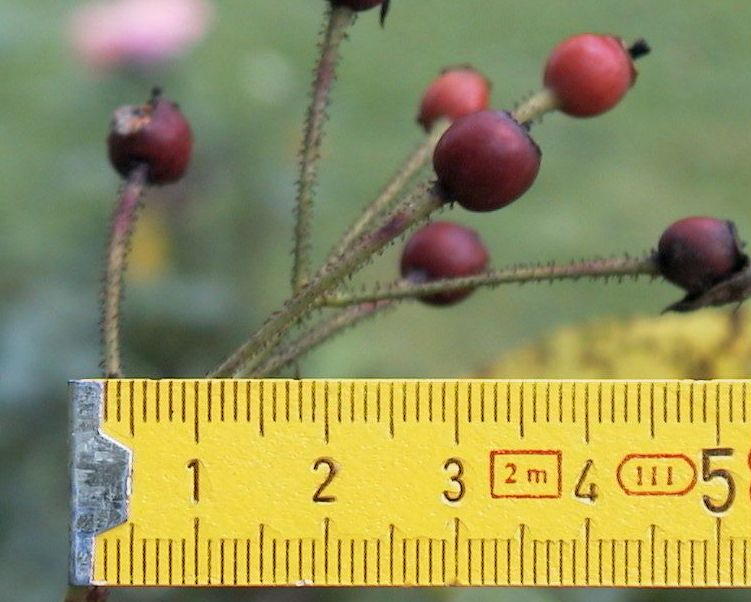
Hagebutten von 'Veilchenblau'